# Tricholita vespera
Tricholita vespera är en fjärilsart som beskrevs av Barnes och Arthur Ward Lindsey 1922. Tricholita vespera ingår i släktet Tricholita och familjen nattflyn. Inga underarter finns listade i Catalogue of Life.